# Gesellschaftsrecht
Gesellschaftsrecht bezeichnet als Gegenstand der rechtsvergleichenden Forschung den Vergleich von Rechtsnormen mit Bezug auf Personenvereinigungen.

## Einzelne Rechtsordnungen
- Gesellschaftsrecht (Deutschland)
- Anstalts-, Gesellschafts- und Stiftungsrecht der Europäischen Union
- Gesellschaftsrecht (Österreich)
- Gesellschaftsrecht (Russland)
- Gesellschaftsrecht (Schweiz)
- Gesellschaftsrecht der Vereinigten Staaten